# Sønderborg Amt
Sønderborg Amt var et amt fra 1920 og indtil Kommunalreformen i 1970. Det var også et amt i Hertugdømmet Slesvig før 1864.
Sønderborg Amt bestod af tre herreder
- Als Nørre
- Als Sønder
- Nybøl

Efter at Ærø i 1864 var overført til Svendborg Amt blev resterne af Augustenborg Amt lagt ind under Sønderborg Amt. I 1932 blev Aabenraa og Sønderborg amter lagt sammen til Aabenraa-Sønderborg Amt. Efter Kommunalreformen i 1970 blev Sønderborg Amt en del af det nye Sønderjyllands Amt, som med kommunalreformen i 2007 blev en del af Region Syddanmark.
Amtets sogne indgik i følgende kommuner i Sønderjyllands Amt:
- Augustenborg
- Broager
- Nordborg
- Sundeved
- Sydals
- Sønderborg

Før 1765 eksisterede der et Nordborg og et Sønderborg Amt. De blev administrativt forenet 23. august 1765 (stadfæstet ved kgl. resolution 22. september 1777). Fra 1850 til 1864 var Sønderborg, Nordborg og Aabenraa Amter administrativt forenede.

## Amtmænd
Sønderborg Amt havde følgende amtmænd:
- c.1408-c.1415 Otto Spliet
- c.1453 Hartwig Spliet
- 1460-1480: Ridder Johann Ahlefeldt
- 1480-1483: Peter Ahlefeldt (d. 1483)
- 1483-1500: Iven Reventlow (d. 1500)
- 1500-1512: Hans Johansen Lindenau til Fovsletgaard (d. 1536?)
- 1512-1515: Henrik Pogwisk
- 1515–1523: Mandrup Holck (eller Holk)
- 1523–1526: Detlev von Ahlefeldt
- 1526-29. maj. 1538: Ditlev (eller Detlef) Brockdorff til Vindeby, Gaarz, Benz, Büran og Rosenhof  (d. 1538)
- 1538-1538: Jørgen von der Herberge til Snogbæklunde (konstitueret)
- 1538-1539: Breide Rantzau
- 1539–1549: Bertram von Ahlefeldt til Lemkuhlen
- 1549-1563: Thomas Sture til Gammelgaard (f. c. 1503-d. 1563)
- 1564-1567: Sievert Rantzau til Nyhus
- 1567-1571: Hans Blome til Gammelgaard og Helvedgaard

I årene fra 1571 til 1667 regerede hertugerne af Slesvig-Holsten-Sønderborg. De lader til i perioder at have været repræsenteret af amtmænd.
- 1571-1622 Hertug Hans den Yngere (d.1622)
- 1622-1627: Hertug Alexander (d. 1627)
- 1627-1653: Hertug Johan Christian (d. 1653)
- 1653-1667: Hertug Christian Adolf (f. 3. juni 1641-d. 2. januar 1702)
- c.1580-1591: Paul Uck eller Uk til Avnbøllund nævnes som amtmand
- 1591-1601: Carsten Petersen (konstitueret)

Fra opløsningen af Hertugdømmet Slesvig-Holstein-Sønderborg i 1667 udnævntes atter kgl. amtmænd i Sønderborg.
- 3. Jan. 1667-9. Aug. 1675: Henning Reventlow til Hemmelmark (f. 1640 - d. 1705)
- 1675-1689: Ernst Günther af Slesvig-Holsten-Sønderborg-Augustenborg (f. 1609 - d. 1689)'
- 1689-1692: Hertug Frederik af Augustenborg
- 1695-1716: Hertug Ernst August af Slesvig-Holsten-Sønderborg-Augustenborg (f. 1660 - d. 1731)
- Okt. 1716-27. apr. 1732: Wilhelm Friedrich von Platen (f. 1667-d. 1732)
- 1732-20. Jan. 1754: Christian August 1. af Slesvig-Holsten-Sønderborg-Augustenborg (f. 1696 - d. 1754)
- 1754-1765: Henrik 6. greve af Reuss-Köstritz (f. 1707-d. 1783)
- 1765-1777: Johan Wilhelm Teuffel baron von Pirckensee (f. 1749 - d. 1777)
- 1777-1784: Niels de Hofman (f. 1717-d. 1785)
- 1784-1790: Nicolaus Otto von Pechlin (f. 1753-d. 1807)
- 1790-1803: Johann von Döring (f. 1741-d. 1818)
- 1803-1805: Cai Werner von Ahlefeldt (f. 1770-d. 1829)
- 1805-1819: Frederik August von Linstow (f. 1775-d. 1848)
- 1819-1830: Frederik Christian von Krogh (f. 1790-d. 1867)
- 1830-1843: Ernst Rantzau (f. 1802-d. 1862)
- 1843-1846: Carl Theodor August baron Scheel-Plessen (f. 1811-d. 1892)
- 1846-1850: Christian Gottfried Wilhelm Johannsen (f. 1813-d. 1888)
- 1850-1864: Eugenius Sophus Ernst Heltzen (f. 1818-d. 1898)

I tiden 1867-1920 var Sønderborg indlemmet som kreds i provinsen Slesvig-Holsten i Preussen. Kreis Sonderburg forvaltedes af preussiske landråder,
- 1865-1874: Christian Matthiesen
- 1. august-10. december 1874: Alfred von Saldern (konstitueret)
- 1874-1875 Friherre Karl von Hollen (konstitueret)
- 11. marts-16. juni 1875 Klinger (konstitueret)
- 1875-1879 Eduard von Magdeburg
- 1879-1912 Adolf von Tschirschnitz (d. 1912 i Sønderborg)
- 1912-1919 Kurt Schönberg

I 1920 konstitueredes en landråd af den Internationale Kommission.
- 1920-1920: Dr. jur. Andreas Karlberg

Fra genforeningen udnævntes der atter danske amtmænd:
- 1920-1932: Chr. Lundbye
- 1932-1954: Kresten Refslund Thomsen